# 劉怡伶
劉怡伶（英語：Natasha Low Yi Ling，1993年10月11日—)，藝名：Tasha Low（韓語：타샤），新加坡女歌手、演員，原以韓國女子组合Skarf隊長身分出道，該團解散后回新加坡發展。2020年踏入新加坡演藝圈，參演本地電影及新傳媒電視劇。

## 生涯發展

### 出道前
- 怡伶出生、成長于新加坡，能說流利的英語及中文。17歲起在韓國當練習生，因此也精通韓語。[2]
- 2010年12月，怡伶參加了在新加坡舉辦的JYP and Alpha Asean Region Audition，被ALPHA娛樂(Korea)錄取為練習生，2011年赴韓國受訓。[3]

### 2012年－2014年：以Skarf出道

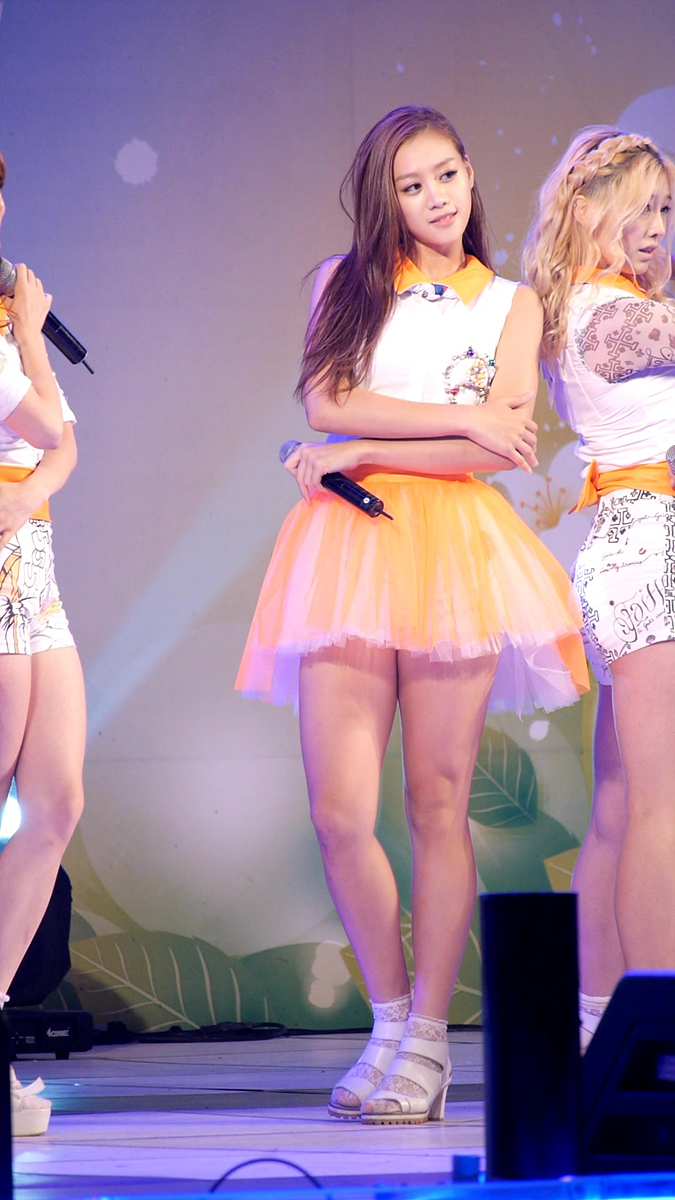
2013年9月5日的Tasha

- 2012年8月17日，怡伶在韓國以四人女子組合Skarf推出EP《Skarf》正式出道，擔任隊長。
- 2013年5月31日，Skarf推出首張迷你專輯《Luv Virus》。
- 2014年，Skarf解散。

### 2016年 - 2018年：返回練習生，上偶像學校
- 2016年，怡伶曾在蜜蜂少女隊第8、9集參與演出，當時是CJ E&M練習生身分。
- 2017年7月，怡伶參加《Mnet》的養成新女團偶像節目《偶像學校》[4]，爭取入選新女團。希望於此重新出發，雖然基礎舞蹈實力被評為第一名，並多次受到老師們肯定，也頗受海外粉絲注目，可惜在觀眾得票數上卻一直並不理想，結果並不如預期，怡伶以第23名告終。[5][6][7][8]
- 2017年，怡伶加入U&ME Company公司，將會以中文本名，以個人身份出道。
- 2018年，怡伶宣布停止在韓國的所有活動，並回新加坡發展。[9]

### 2020年 - 今：踏入新加坡演藝圈
- 2020年，怡伶首次出演電影《我们的故事之沉默的年代》，以及续集《我们的故事之沉默的年代2》。[10][11]
- 2021年起，怡伶在新傳媒8頻道各電視劇演出，作品如《触心罪探》與《大大的梦想》。[1]
- 2023年，怡伶在红星大奖获得首座十大最受歡迎女艺人奖。
- 2024年，怡伶在红星大奖获得第二座十大最受欢迎女艺人奖。
- 2024年，怡伶发行了首支个人英语单曲 "Everything You Wanted"。

## 作品

### 单曲
- "Everything You Wanted" (2024)

## 影視作品

### 電影
| 年份   | 国家   | 電影                        | 角色 | 備註 |
| 2020年 | 新加坡 | 《我们的故事之沉默的年代》  | 美萍 |      |
| 2021年 | 新加坡 | 《我们的故事之沉默的年代2》 | 美萍 |      |

### 電視劇
| 年份   | 電視台  | 国家   | 劇名                 | 角色           | 集數       | 備註              |
| 2012年 | 新傳媒  | 新加坡 | 《對對碰》           | Tasha          | 第17、18集 | Skarf全體一同客串 |
| 2019年 | meWATCH | 新加坡 | 《Cheerific》        | Chloe          | 全集       | 第一女主角        |
| 2020年 | 新傳媒  | 新加坡 | 《剃头刀-阿签传奇》  | 温阿对         | 全集       | 主角              |
| 2021年 | 新傳媒  | 新加坡 | 《触心罪探》         | 傅莉婷 Jasmine | 全集       | 主角              |
| 2021年 | 新傳媒  | 新加坡 | 《大大的梦想》       | 李思彤         | 全集       | 主角              |
| 2021年 | 新傳媒  | 新加坡 | All that Jess        | Jessica        | 全集       | 第一女主角        |
| 2022年 | 新傳媒  | 新加坡 | 《哇到宝》           | 佘小倩         | 全集       | 第一女主角        |
| 2022年 | 新傳媒  | 新加坡 | 《遇见你，真香》     | Zann           | 全集       | 第二女主角        |
| 2023年 | 新傳媒  | 新加坡 | 《密宅》             | 顾珍珠         | 第1-5集    | 单元女主角        |
| 2023年 | 新傳媒  | 新加坡 | 《欧巴，我爱你》     | Shine          | 全集       | 第二女主角        |
| 2024年 | 新傳媒  | 新加坡 | 《浴水重生》         | 王希琳         | 全集       | 第一女主角        |
| 2024年 | 新傳媒  | 新加坡 | 《爱不虚拟》         | Lisa Ong       | 第6、7集   |                   |
| 2025年 | 新傳媒  | 新加坡 | 《小娘惹之翡翠山》   | 张心娘         | 全集       | 第一女主角        |
| 2026年 | 新傳媒  | 新加坡 | 《迷茫又无惧的我们》 |                |            |                   |

### 綜藝節目
| 年份   | 日期     | 電視台         | 節目名稱                                           | 共同出演      | 備註         |
| 2012年 | 08月10日 | 《MBC》        | 《Oh！My SKarf》                                   | Skarf全體     | 出道真人秀   |
| 2012年 | 09月2日  | 《SBS》        | 《千曲挑戰》                                       | Skarf：SOL    |              |
| 2012年 | 11月7日  | 《KBS》        | 《Vitamin》                                        |               |              |
| 2013年 | 03月19日 | 《MBC》        | 《All The K-POP 致敬藝能特輯2》(上)                |               |              |
| 2013年 | 05月29日 | 《MBC》        | 《軍營體驗記》                                     | Skarf全體     |              |
| 2013年 | 07月8日  | 《Arirang TV》 | 《Pops in seoul》                                  | Skarf全體     |              |
| 2013年 | 07月31日 | 《KBS2》       | 《1 VS 100》                                       | Skarf：JooA   |              |
| 2013年 | 09月19日 | 《MBC》        | 《中秋特輯-Idol運動會》(上、下)                    |               |              |
| 2013年 | 09月20日 | 《MBC》        | 《中秋特輯-Idol運動會》(上、下)                    |               |              |
| 2013年 | 11月22日 | 《Food Tv》    | 《韓國偶像成為新加坡烹飪偶像 -在新加坡親愛的冬粉》 | Skarf全體     |              |
| 2013年 | 01月28日 | 《Discovery 》 | 《Korea Style》                                    |               |              |
| 2014年 | 01月13日 | 《MBC》        | 《春節特輯-Idol運動會》                            | Skarf：Ferlyn |              |
| 2014年 | 05月12日 | 《K-Style》    | 《K-Style Korea》                                  |               | 第一集       |
| 2014年 | 05月31日 | 《MBC》        | 《偶像本色》                                       |               |              |
| 2014年 | 06月20日 | Mnet           | 《Dancing9》                                       |               | 第二季第二集 |
| 2014年 | 07月25日 | 《KBS World》  | 《Explore Korea》                                  |               | 第一至第四集 |
| 2014年 | 07月30日 | 《KBS World》  | 《Explore Korea》                                  |               | 第一至第四集 |
| 2014年 | 08月4日  | 《KBS World》  | 《Explore Korea》                                  |               | 第一至第四集 |
| 2014年 | 08月5日  | 《KBS World》  | 《Explore Korea》                                  |               | 第一至第四集 |
| 2016年 | 04月30日 | 浙江衛視       | 《蜜蜂少女隊》                                     | CJ E&M練習生  | 第八、九集   |
| 2016年 | 05月7日  | 浙江衛視       | 《蜜蜂少女隊》                                     | CJ E&M練習生  | 第八、九集   |

#### 固定出演節目
- 2017年7月13日～2017年9月15日－Mnet《偶像學校》：[4]

| 項目   | 分數  | 名次 |
| 歌唱   | 8分   | 6    |
| 舞蹈   | 9.5分 | 1    |
| 體力   | 8分   | 7    |
| 總平均 | 8.5分 | 2    |

| 集數                     | 排名           |
| 第一集                   | 39             |
| 第二集                   | 24             |
| 第三集                   | 該集不公布排名 |
| 第四集                   | 26             |
| 第五集                   | 25             |
| 第六集                   | 27             |
| 第七集                   | 26             |
| 第八集                   | 該集未公布排名 |
| 第九集                   | 23             |
| 遭到淘汰後轉入「普通班」 |                |

#### 音樂節目
| 日期          | 電視台   | 節目名稱                               |
| 2017年7月13日 | 《Mnet》 | 《M Countdown》（Special Stage） EP532 |

### 節目主持

#### 音樂節目主持
| 日期                        | 電視台         | 節目名稱                         |
| 2013年1月18日─2013年5月3日  | 《MBC》        | 《Gangnam Dance School》         |
| 2014年3月11日─2015年4月12日 | 《Arirang TV》 | 《Pops in Seoul》 (擔任星期一VJ) |

#### 電台主持
| 年份   | 日期     | 節目名稱           | 共同出演   |
| 2012年 | 09月2日  | 《深深打破》       | Skarf全體  |
| 2012年 | 09月10日 | 《一個晚上像今晚》 | Skarf：SOL |
| 2012年 | 09月14日 | 《鄭燁的藍色夜晚》 | Skarf全體  |
| 2013年 | 05月14日 | 《深夜公開廣播》   | Skarf全體  |
| 2013年 | 06月12日 | 《Super K-pop》    | Skarf全體  |
| 2013年 | 08月19日 | 《深深打破》       | Skarf全體  |
| 2013年 | 09月11日 | 《深深打破》       |            |

## 奖项纪录

### 演技奖项
| 年份 | 颁奖典礼            | 奖项                   | 剧集         | 角色     | 结果 | 备注 |
| 2023 | 第28屆 亞洲電視大獎 | 最佳女主角 《Digital》 | 欧巴，我爱你 | Shine    | 提名 |      |
| 2025 | 第30屆 红星大奖     | 最佳女配角             | 爱不虚拟     | Lisa Ong | 提名 |      |

### 专业奖项
| 年份 | 颁奖典礼            | 奖项       | 剧集       | 歌曲     | 结果 | 备注 |
| 2022 | 第27届 红星大奖2022 | 最佳主题曲 | 大大的梦想 | 《是谁》 | 提名 |      |

### 网络奖项
| 年份 | 颁奖典礼            | 奖项         | 剧集       | 角色   | 结果 | 备注     |
| 2022 | 第27届 红星大奖2022 | 最吸睛女角色 | 大大的梦想 | 李思彤 | 提名 |          |
| 2022 | 第27届 红星大奖2022 | 最强 CP      | 大大的梦想 | 李思彤 | 提名 | 与许瑞奇 |
| 2023 | 第28届 红星大奖2023 | 最吸睛女角色 | 哇到宝     | 佘小倩 | 提名 | [ 16 ]   |
| 2023 | 第28届 红星大奖2023 | 最强CP       | 哇到宝     | 佘小倩 | 提名 | 与徐彬   |

### 人气奖项
| 年份 | 颁奖典礼            | 奖项               | 结果 |
| 2023 | 第28届 红星大奖2023 | 十大最受欢迎女艺人 | 獲獎 |
| 2024 | 第29届 红星大奖2024 | 十大最受欢迎女艺人 | 獲獎 |
| 2025 | 第30届 红星大奖2025 | 十大最受欢迎女艺人 | 獲獎 |